# Maxime de la Falaise
Maxime de la Falaise, geb. Maxine Berley (West Dean, 25 juni 1922 - Saint-Rémy-de-Provence, 29 april 2009) was een Engels model en actrice. Daarnaast was zij ook schrijfster van kookboeken en modeontwerpster.
De la Falaise kwam uit een familie van kunstenaars, zakenmensen en wetenschappers. Haar vader, Oswald Birley, was een gevierd portretschilder, die bekend was om zijn portretten van het Britse koningshuis.
Maxime de la Falaise werkte bij Elsa Schiaparelli en werd in de jaren 1950 gefotografeerd door fotografen als Georges Dambier en Jack Robinson. In de jaren 1950 en 1960 was Maxime een grote inspiratiebron voor modeontwerper Yves Saint Laurent. In 1973 schreef zij het kookboek Seven Centuries of English Cooking: A Collection of Recipes. Zij schreef ook columns over eten in Vogue. Andy Warhol trok De la Falaise aan voor zijn tv-videoproject Andy Warhol's Nothing Serious. Samen met haar en bekenden als Candy Darling, John Richardson, Susan Blonde en Brigid Berlin maakte hij in 1973 zijn video Phoney.
Maxime huwde in 1946 met de Franse graaf Alain de la Falaise. Maxime de la Falaise trouwde later met John McKendry, kunsthistoricus en conservator in het Metropolitan Museum of Art. Maxime werd de enige chique Engelse vrouw van haar generatie genoemd.
- Bibliothèque nationale de France: cb11576168z (data)
- International Standard Name Identifier: 0000 0000 2195 0380
- Library of Congress Control Number: n80061138
- Nationale Bibliotheek van Israël: 987007372734305171
- Nederlandse Thesaurus van Auteursnamen: 418104700
- Réseau des bibliothèques de Suisse occidentale: 02-A012072479
- RKD-Nederlands Instituut voor Kunstgeschiedenis: 417053
- Virtual International Authority File: 75149462
- WorldCat: E39PBJpv3rBv7GryRwCkTc9VYP